# Niels van Steenis
Niels Henning van Steenis (Groninga, 3 novembre 1969) è un ex canottiere olandese.

## Biografia
Ha rappresentato i Paesi Bassi ai Giochi olimpici estivi di Atlanta 1996, vincendo la medaglia d'oro nell'otto; gli altri componenti dell'equipaggio sono stati Bartman, Duyster, Florijn, Maasdijk, Rienks, Simon, van der Zwan, Zwolle e furono definiti Holland Acht. 
Ai mondiali di Indianapolis 1994 e Tampere 1995 ha guadagnato l'argento nell'otto.

## Palmarès
- Giochi olimpici

Atlanta 1996: oro nell'8;
- Mondiali

Indianapolis 1994: argento nell'8;
Tampere 1995: argento nell'8;